# Johannes Friis-Skotte
Johannes Frederik Nicolai Friis-Skotte  (født 1. december 1874 i Vordingborg, død 15. december 1946 på Frederiksberg) var en dansk politiker (Socialdemokraterne) og minister.
Johannes Friis-Skotte var søn af togfører Erik Petersen, Vordingborg. Han blev 30. april 1898 gift med overlærerinde Anna Christine Marie Friis-Skotte. Fra 1908-1924 var han medlem af Frederiksbergs kommunalbestyrelse.
Han var minister for offentlige arbejder i Regeringen Thorvald Stauning I (1924-26) og i Regeringen Thorvald Stauning II (1929-35).
Friis Skottes barnebarn er juraprofessor Eva Smith, født Hækkerup.